# Emiliano Moretti
Emiliano Moretti (* 11. Juni 1981 in Rom) ist ein italienischer ehemaliger Fußballspieler. Von 2013 bis zu seinem Rücktritt 2019 stand der Außenverteidiger beim italienischen Erstligisten FC Turin unter Vertrag.

## Karriere
Moretti hatte bereits mit fünf Jahren erste Erfahrungen mit dem Fußballsport. Mit acht Jahren wurde er bei einem nationalen Turnier in Ferrara zum besten Verteidiger ernannt. In seiner Jugend gewann er viele Turniere, wie z. B. ein internationales Nike-Turnier. Seine fußballerische Profi-Laufbahn begann Moretti 2001 beim italienischen Erstligisten AC Florenz. Sein erstes Spiel bestritt er am 31. März 2001 beim 1:1 gegen Vicenza Calcio. In seiner ersten Saison 2000/01 kam er insgesamt neunmal zum Einsatz. 2001/02 absolvierte er 27 Partien in der Serie A und erzielte dabei ein Tor. Daneben bestritt er mit der Fiorentina sechs Partien im UEFA-Pokal.
2002 wechselte Moretti zu Juventus Turin. Dort spielte er acht Meisterschaftsspiele und drei Spiele in der UEFA Champions League. Noch in derselben Saison wurde er zum FC Modena ausgeliehen und absolvierte acht Spiele für die Blau-Gelben.
In der darauffolgenden Saison wechselte er für 1,8 Millionen Euro zur AC Parma, die ihn jedoch sofort an FC Bologna verliehen. Dort wurde er zum Stammspieler, spielte in 32 der insgesamt 34 Meisterschaftspartien und wurde nur viermal ausgewechselt.
Im Sommer 2004 wechselte Emiliano Moretti nach Spanien zum FC Valencia. Am 18. September 2004 feierte er beim 3:1-Sieg gegen Real Sociedad San Sebastián sein Debüt in der Primera División. Sein erstes Tor für den FC Valencia schoss er noch im selben Jahr (28. November), am 13. Spieltag gegen RCD Mallorca (2:0). Nach eher durchschnittlicher mannschaftlicher Leistung erreichte Moretti mit Valencia in der Saison 2004/05 nur den siebten Platz. Er bestritt alle sechs Spiele von Valencia im UI-Cup und erzielte am 27. Juli drei Minuten nach Einwechslung gegen Roda Kerkrade ein Tor beim 4:0-Sieg. In der Saison 2005/06 wurde er unter Trainer Quique Sánchez Flores zum Stammspieler in der Verteidigung des FC Valencia und bestritt 33 der 38 Meisterschaftspartien. Auch in den drei folgenden Spielzeiten kam er regelmäßig zum Einsatz.
Im Sommer 2009 wechselte Emiliano Moretti zurück in die Serie A zum CFC Genua. Seit 2013 war er beim FC Turin unter Vertrag. 2019 beendete er dort seine Karriere.

### Nationalmannschaft
Im Jahr 1996 wurde Emiliano Moretti mit 16 Jahren in das italienische U-16-Nationalteam berufen und nahm 1997 an der U-16-Europameisterschaft in Deutschland teil, bei der Italien erst im Finale scheiterte. Moretti nahm mit der italienischen U-21-Mannschaft an der U-21-EM 2004 in Deutschland teil und gewann mit seiner Mannschaft den Titel. Insgesamt hat er 24 Einsätze fürs U-21-Team zu Buche stehen. Zudem kam der Abwehrspieler bei den Olympischen Sommerspielen 2004 in Athen zu fünf Einsätzen für die Olympiaauswahl Italiens und war somit mitbeteiligt an der Bronze-Medaille Italiens.
2014, im Alter von 33 Jahren, wurde Moretti erstmals für die Nationalmannschaft nominiert und feierte beim 1:0-Sieg im Freundschaftsspiel gegen Albanien sein Länderspieldebüt. Im März 2015 absolvierte er im Test gegen England sein zweites Länderspiel. Im Mai 2015 wurde Moretti für einen Lehrgang sowie die folgenden Partien gegen Kroatien und Portugal zuletzt in den Kader der Squadra Azzurra berufen, blieb jedoch ohne Einsatz.

## Erfolge
- Italienischer Meister: 2002/03
- Italienischer Pokalsieger: 2000/01, 2001/02
- Italienischer Supercupsieger: 2003
- Champions-League-Finalist: 2002/03
- UEFA-Super-Cup-Sieger: 2004
- Spanischer Pokalsieger: 200708
- U-21-Europameister: 2004
- Bronzemedaille bei den Olympischen Spielen 2004 in Athen

## Sonstiges
Im März 2006 wurde in Zusammenarbeit mit dem italienischen Fernsehsender Jetix ein Werbespot für das UNICEF-Projekt „Schulen für Afrika“ gedreht. Emiliano Moretti und Milan-Star Paolo Maldini übernahmen dabei die Hauptrollen. Der Spot wurde für den „Jetix Kids Cup“ gedreht; dieses Turnier ist ein internationales Kinderfußballturnier.